# Aq Sunqur al-Hadschib
Qasim ad-Daula Abu Said Aq-Sunqur al-Hadschib war ein türkischer Mamluken-Emir, der vom Seldschukensultan Malik Schah I. (reg. 1072–1092) 1086 zum Statthalter von Aleppo erhoben wurde. Sein berühmter Sohn Zengi begründete die Zengiden-Dynastie.
Aq-Sunqur al-Hadschib wurde als Statthalter Aleppos eingesetzt, um die destruktiven Ambitionen Tutuschs I., eines Bruders von Malik Schah und Herrschers in Damaskus zu dämpfen. Er begleitete Tutusch, als dieser 1093 nach der Macht im Seldschukenreich griff, verriet ihn jedoch zusammen mit einem anderen Befehlshaber namens Bozan (von Edessa) und lief zu Sultan Berk-Yaruq (reg. 1092/4–1105) über. Daraufhin eroberte Tutusch 1094 Edessa und Aleppo und brachte ihn um.